# Ginnungagap
Ginnungagap (Aussprache [ginːuŋgagap], altnordisch, gap ginnunga, „Kluft der Klüfte“ „gähnende Schlucht“) ist in der Edda der leere Raum am Anfang des Weltgeschehens. In der Urzeit, noch vor der Schöpfung, lag Ginnungagap zwischen dem südlichen glühenden Muspellsheim und dem eisigen Niflheim im Norden.
| Altnordischer Text | Deutsche Übersetzung |
| --- | --- |
| Ár var alda þar er Ýmir bygði, vara sandr né sær né svalar unnir, jörð fannsk æva né upphiminn, gap var ginnunga, en gras hvergi. | Urzeit war es, da Ymir hauste: nicht war Sand noch See noch Salzwogen, nicht Erde unten, noch oben Himmel, Gähnung grundlos, doch Gras nirgend. |

(Lieder-Edda, Völuspá 3)
In Ginnungagap schmolzen die vom Norden eindringenden Eisströme (Elivagar) in der aus Muspellsheim im Süden kommenden Glut. Im Aufeinandertreffen der Elemente entstanden der Riese Ymir und die Urkuh Audhumbla (Gylfaginning, 5f.), wobei der Riese aus Tropfen entstand, die aus den Elivagar fuhren und zu diesem Geschöpf zusammenwuchsen (Wafthrudnirlied, 31).
Die drei Söhne von Börr – die Götter Odin, Vili und Vé – töteten Ymir, legten ihn in die Kluft Ginnungagap und formten aus seinen Bestandteilen die Welt (Gylfaginning, 8).
Vergleichbar sind dem Ginnungagap das griechische Chaos und das jüdische Tohuwabohu.